# Dilsinho
Dilson Scher Neto (Rio de Janeiro, 26 de junho de 1992), mais conhecido pelo seu nome artístico Dilsinho, é um cantor e compositor brasileiro.

## Biografia
Nascido e criado na Ilha do Governador, zona norte do Rio de Janeiro, é filho do vendedor de automóveis Dilson Scher Filho e da dona de casa Tereza Cristina.

## Carreira

### 2006–17: Para de Kaô,Dilsinho,O Cara Certoe#SML Fora de Curva
Em 2006, quando tinha apenas 13 anos, Dilsinho ganhou seu primeiro violão de seu pai e se apresentou pela primeira vez junto com seu primo Daniel em um bar no Village, passando a tocar em bares e restaurantes na Ilha do Governador. Em 2009, formou o grupo de pagode Para de Kaô junto com os amigos Gabriel e Marcinho. O primeiro single do grupo foi "Maluca Pirada", que mais tarde foi regravada e se tornou um sucesso na voz do cantor Alexandre Pires. Em novembro de 2012, com o fim do grupo, Dilsinho começou a gravação de seu primeiro CD, produzido por Bruno Cardoso e Lelê, integrantes do grupo Sorriso Maroto.
Em 2013, gravou seu primeiro álbum homônimo, que foi lançado em 4 de fevereiro de 2014 e contou com a participação do cantor Mumuzinho e teve singles como "Já Que Você Não Me Quer Mais", "A Vingança" e "Se Prepara". Em outubro de 2015, lançou seu novo single "Se Quiser". Em abril de 2016 lançou como single a música "Trovão". Em junho de 2016, lançou seu segundo álbum denominado O Cara Certo, com participações de Sorriso Maroto, Micael e Turma do Pagode, que conteve como singles "Refém" e "Cansei De Farra". Em novembro de 2017, lançou o álbum #SML Fora da Curva que contou com todas suas faixas de sucesso, tendo como único single, uma versão intimista de "Piquenique".

### 2018–presente:Terra do Nunca, Quarto e Sala, Open House, Garrafas e Bocas, Juntos e Diferentão 1 e 2

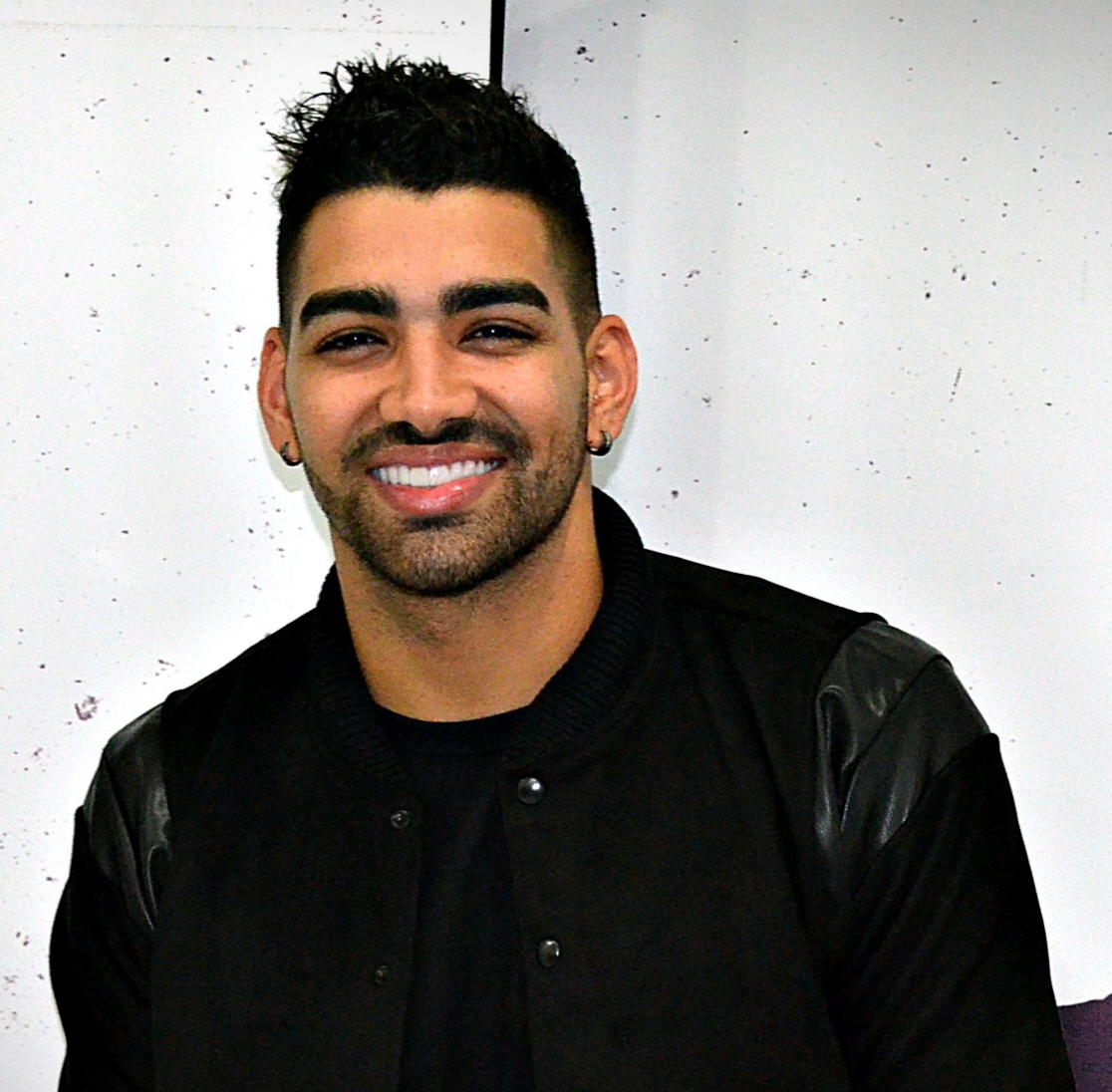
Dilsinho em 2018

Em junho de 2018, lançou como single "12 Horas". Em julho de 2018, lançou "Ioiô", single que contou com a participação da cantora Ivete Sangalo. No dia 21 de setembro de 2018, gravou seu primeiro DVD da carreira intitulado Terra do Nunca que contou com as participações dos artistas Ivete Sangalo, Sorriso Maroto, Ferrugem, Mumuzinho, Léo Santana, Luan Santana, Kevinho e Dennis DJ. Em outubro, lançou "Péssimo Negócio" como primeiro single do DVD. Em dezembro, foi lançado o EP Terra do Nunca com cinco músicas gravadas ao vivo que estão presentes no DVD. Terra do Nunca foi lançado no dia 2 de fevereiro de 2019 com 22 faixas presentes no álbum. Em março, lançou "Controle Remoto" como segundo single do seu DVD. Em junho, gravou no escritório da Vevo em Nova York, o EP Terra do Nunca Acústico, sendo ele lançado no dia 5 de julho, com releituras acústicas de alguns sucessos presentes em seu primeiro DVD Terra do Nunca.
Em outubro, lançou seu terceiro álbum de estúdio intitulado Quarto e Sala com nove faixas inéditas, que teve como único single a canção "Onze e Pouquinho". No dia 19 de dezembro, Dilsinho gravou em Recife seu segundo DVD intitulado Open House, que contou com as participações de Thiaguinho, Henrique & Juliano e Atitude 67. O DVD contou com dois palcos interligados, no primeiro chamado Quarto e Sala, nome do álbum lançado pelo cantor em outubro de 2019, ele apresentou versões intimistas das músicas mais românticas do seu repertório, com instrumental de cordas e metais, no outro palco, que recebe o nome de Open House, foram apresentadas as canções mais animadas. A gravação do projeto foi organizada como uma espécie de linha do tempo pela carreira do cantor e tem um gênero musical mais pop. O álbum tem como single a canção "Deixa Pra Amanhã". Em maio de 2020, lançou o single "Não Vai Embora" em parceria com a cantora Luísa Sonza.
Em agosto de 2021 O cantor anunciou seu novo álbum, Garrafas e Bocas, que será dividido em quatro partes, que serão lançadas entre agosto e dezembro deste ano. Cada um desses "capítulos" foram gravados em um bar diferente do Rio de Janeiro, abarcando as quatro regiões cariocas, com o intuito de refletir as realidades dos bares e botecos da cidade durante a pandemia.
O primeiro bar, com três faixas e videoclipes inéditos, estará disponível em todas as plataformas digitais ainda no mês de Agosto. As três primeiras faixas inéditas são "Porre", "Vizinha" e "Prisioneiro"
No início de 2022, Dilsinho lança em parceria com o Sorriso Maroto o projeto "Juntos", que consiste num álbum de 12 faixas inéditas e uma turnê a ser iniciada em abril do mesmo ano. A relação de amizade entre os artistas iniciou-se em 2014, quando Bruno Cardoso, vocalista do grupo, produziu seu primeiro CD, além de composições e duetos nas músicas "Pouco a Pouco" (lançada por Dilsinho em seu primeiro álbum ao vivo, Terra do Nunca) e "50 Vezes" (lançada pelo grupo no álbum Ao Cubo, Ao Vivo, Em Cores).
Gravado em 2022 e lançado em janeiro de 2023, Dilsinho reuniu seus fãs no Vibra em São Paulo, para o maior projeto de sua vida, Diferentão. São 21 faixas de grandes sucessos e inéditas que contou com a participação de diversos nomes da música de segmentos diferentes como: Diego e Victor Hugo, Cynthia Luz, Chris MC, Mr. Dan, Kamisa 10 e o sertanejo Gustavo Mioto. O álbum também ganhou uma versão chamada pagode do Diferentão e como o primeiro conquistou o público do cantor, canções como Diferentão, Gênio Azul e Cunhado, são alguns dos sucessos. 
Em 2023 o cantor anunciou no final de agosto, que estava pronto para dar continuidade ao projeto com a sequencia intitulado Diferentão 2, que seria gravado em Ouro Preto, cidade histórica de Minas Gerais. Mas devido a uma ordem judicial o evento que havia sido liberado e recebido todas as autorizações dos órgãos da cidade foi cancelado no dia da gravação pelo MPF de MG a pedido do IPHAN, sob pena de multa para a organização do evento e ao cantor. 
Mas para alegria dos fãs, o pagodeiro Diferentão seguiu com os planos e anunciou no inicio de dezembro que a gravação aconteceria e prometia ser um marco. E assim foi. No dia 11 de janeiro de 2024, Dilsinho presentou os fãs com 14 novas canções além de sucessos já conhecidos. A captação aconteceu no Sitio das Pedras, no Rio de Janeiro - RJ e os fãs mais assíduos de diversos estados do Brasil foram contemplados como convidados a participarem da gravação com direito a tratamento VIP pela equipe do cantor, Na parte musical, o Audiovisual contou com as participações especiais de Ana Castela, Mari Fernandes, Menos e Mais e VIctor Kley.

## Vida pessoal
Em 2010, começou a namorar a veterinária Beatriz Ferraz. O relacionamento se manteve entre idas e vindas. Em abril de 2018, Dilsinho a pediu em noivado, casando-se com ela no dia 11 de outubro do mesmo ano, em uma cerimônia discreta reservada apenas para família e amigos. Em fevereiro de 2021, Dilsinho anunciou nas redes sociais que Beatriz está grávida. Bella nasceu em 27 de julho de 2021.

## Discografia

#### Álbuns de estúdio
- Dilsinho (2014)
- O Cara Certo (2016)
- Quarto e Sala (2019)
- Garrafas e Bocas (2021)
- Juntos (com Sorriso Maroto) (2022)

#### Álbuns ao vivo
- #SML Fora da Curva (2017)
- Terra do Nunca (2019)
- Open House (2020)
- Juntos - Ao Vivo no Rio de Janeiro (com Sorriso Maroto) (2022)
- Diferentão (2023)
- Diferentão 2 (2024)

## Prêmios e indicações
| Ano  | Prêmio                                | Categoria       | Indicação                                     | Resultado | Ref.          |
| ---- | ------------------------------------- | --------------- | --------------------------------------------- | --------- | ------------- |
| 2018 | Prêmio Contigoǃ Online                | Melhor Cantor   | Dilsinho                                      | Indicado  |               |
| 2019 | Prêmio Multishow de Música Brasileira | Melhor Cantor   | Dilsinho                                      | Venceu    | [ 52 ]        |
| 2019 | Prêmio Multishow de Música Brasileira | Música do Ano   | "Péssimo Negócio"                             | Indicado  | [ 52 ]        |
| 2019 | Melhores do Ano                       | Melhor Cantor   | Dilsinho                                      | Indicado  | [ 53 ]        |
| 2019 | Prêmio Contigo! Online                | Melhor Cantor   | Dilsinho                                      | Indicado  | [ 54 ]        |
| 2020 | Troféu Internet                       | Melhor Cantor   | Dilsinho                                      | Pendente  | [ 55 ]        |
| 2020 | Prêmio Jovem Brasileiro               | Melhor Cantor   | Dilsinho                                      | Indicado  | [ 56 ]        |
| 2020 | Prêmio Multishow de Música Brasileira | Melhor Cantor   | Dilsinho                                      | Indicado  | [ 57 ]        |
| 2022 | MTV Millennial Awards                 | Feat. Nacional  | "Trago Seu Amor de Volta" (com Pabllo Vittar) | Indicado  | [ 58 ] [ 59 ] |
| 2022 | MTV Millennial Awards                 | Hino de Karaokê | "Trago Seu Amor de Volta" (com Pabllo Vittar) | Indicado  | [ 58 ] [ 59 ] |